# Wu Assassins
Wu Assassins è una serie televisiva statunitense creata da John Wirth e Tony Krantz.
La prima stagione, composta da 10 episodi, è stata distribuita da Netflix l'8 agosto 2019, in tutti i paesi in cui il servizio è disponibile.
Nel febbraio 2021 viene annunciato un film sequel dal titolo Fistful of Vengeance ed è stato pubblicato il 17 febbraio 2022 su Netflix.

## Trama
La serie racconta la storia di un giovane chef, Kai Jin, che vive nella Chinatown di San Francisco. Kai è un cuoco e con un gruppo di amici condivide un passato difficile. Una volta che Kai viene investito del ruolo di Assassino del Wu, deve trovare i possessori degli Elementi (Fuoco, Acqua, Terra, Legno e Metallo) ed ucciderli o per la Terra non ci sarà speranza.

## Episodi
| Stagione       | Episodi | Pubblicazione Stati Uniti | Pubblicazione Italia |
| -------------- | ------- | ------------------------- | -------------------- |
| Prima stagione | 10      | 2019                      | 2019                 |

## Personaggi e interpreti

### Principali
- Kai Jin, interpretato da Iko Uwais, doppiato da Flavio Aquilone.
- Zio Six, interpretato da Byron Mann, doppiato da Massimo De Ambrosis.
- Jenny Wah, interpretata da Li Jun Li, doppiata da Gaia Bolognesi.
- Ying Ying, interpretata da Celia Au, doppiata da Veronica Puccio.
- Lu Xin Lee, interpretato da Lewis Tan, doppiato da Alessio Nissolino.
- Tommy Wah, interpretato da Lawrence Kao, doppiato da Paolo Vivio.
- Alec McCullough, interpretato da Tommy Flanagan, doppiato da Pasquale Anselmo.
- Christine "C.G." Gavin, interpretata da Katheryn Winnick, doppiata da Chiara Colizzi.

### Ricorrenti
- Sig. Young, interpretato da Tzi Ma
- Zan Hui, interpretata da JuJu Chan
- Monaco, interpretato da Mark Dacascos
- Signorina Jones, interpretata da Summer Glau

## Luoghi delle riprese
Le riprese principali della prima stagione si sono svolte a Vancouver, in Canada, dall'8 agosto al 20 novembre 2018.

## Promozione
Il 23 luglio 2019, è stato pubblicato il trailer ufficiale della serie.

## Accoglienza
La serie è stata accolta da recensioni generalmente positive. Sul sito aggregatore di recensioni Rotten Tomatoes detiene un 82% di gradimento basato su 22 recensioni professionali, con una valutazione media di 6,59 su 10. Il commento del sito recita: "Anche se la sua storia a volte lascia a desiderare, l'eccezionale coreografia di Wu Assassins e l'estetica audace la rendono una delizia piena di azione".